# Wolves of Wall Street
Wolves of Wall Street é um filme estadunidense de 2002, dos gêneros terror e mistério, dirigido por David DeCoteau.

## Sinopse
Seguindo o conselho de um barman familiarizado com a vida de Wall Street, Jeff (William Gregory Lee) ganha uma vaga na Wolfe Brothers como corretor da bolsa,  o emprego dos sonhos. Ele é forçado a abandonar o seu amor e os seus valores familiares. Após se arrepender, ele descobre que deixar a irmandade será mais difícil do que quando entrou.